# Veulenweide (Efteling)
Veulenweide is een voormalige attractie in het attractiepark de Efteling. De attractie was geopend van 1964 en werd gesloten in 1985. De Veulenweide was gelegen op de plaats waar nu Max & Moritz en Fabula staan.

## Geschiedenis
De Veulenweide werd samen met de Ponymolen toegevoegd in 1964. Naast veulens waren ook andere boerderijdieren te zien zoals geiten, ezels, schapen, pauwen, kippen, konijnen, ... 
In 1985 werd de attractie gesloten om plaats te maken voor uitbreidingen van toen het Zuiderpark. De voormalige attractie Bob werd in hetzelfde jaar geopend. 

## Incident
Op 8 januari 1978 werden 5 drachtige herten dood gevonden in het verblijf. Ze werden door een onbekende met een hagelgeweer gedood.
Lijst van attracties in de Efteling · Lijst van sprookjes in de Efteling · Afbeeldingen